# Sisyra trilobata
Sisyra trilobata is een insect uit de familie sponsvliegen (Sisyridae), die tot de orde netvleugeligen (Neuroptera) behoort. 
Sisyra trilobata is voor het eerst wetenschappelijk beschreven door Flint in 1966.